# Kozie Żebro (Góry Grybowskie)
Kozie Żebro (również Kocie Żebro; 888 m n.p.m.) – zalesiony szczyt w zachodniej części Beskidu Niskiego, w Górach Grybowskich. Jest najwyższym wzniesieniem w paśmie Koziego Żebra i Czerszli oraz jednym z najwyższych w Górach Grybowskich. Administracyjnie leży tuż przy granicy gmin Kamionka Wielka oraz Łabowa.

## Topografia
Kozie Żebro znajduje się w paśmie Koziego Żebra i Czerszli, pomiędzy Jaworzyną (821,6 m n.p.m.) oraz Tokarnią (830,2 m n.p.m.) i Czerszlą (877 m n.p.m.). Jest najwyższym szczytem tego pasma. Leży w Górach Grybowskich, bądź – we własnym, odrębnym masywie Beskidu Niskiego.
Przez grzbiet Koziego Żebra przebiega granica między gminami Kamionka Wielka i Łabowa w powiecie nowosądeckim. Sam szczyt administracyjne znajduje się w gminie Kamionka Wielka. U podnóża góry leżą miejscowości Bogusza, Łabowa oraz Kamionka Wielka.
Południowe stoki wzniesienia opadają stromo ku dolinie Tokarskiego Potoku, natomiast północne: długim, łagodnym ramieniem aż do zabudowań Boguszy, podciętym od wschodu i zachodu głębokimi dolinami. W kierunku zachodnim grzbiet prowadzi lekko do kulminacji Jaworzyny, na wschodzie zaś, między szczytami Koziego Żebra oraz Tokarni, leży bezimienna, wyraźna przełęcz.
Szczyt osiąga 888 m n.p.m. wysokości. W źródłach występują dwie wersje jego nazwy: Kozie Żebro oraz Kocie Żebro. Brakuje jednak informacji odnośnie ich etymologii. Góra jest zalesiona, niemniej w jej rejonie występują widokowe prześwity. Porastają ją lasy świerkowo-bukowe oraz świerkowo-jodłowe.
Szczytu nie należy mylić z innym wzniesieniem o identycznej nazwie: Kozim Żebrem (847 m n.p.m.), również położonym w Beskidzie Niskim, ale między Regietowem i Wysową-Zdrojem w powiecie gorlickim.

## Turystyka
Na szczyt prowadzi oznakowany żółty szlak turystyczny. W terenie istnieją również liczne nieoznaczone ścieżki, w tym wychodzące z Łabowej.
W przestrzeni publicznej podnoszono pomysł wybudowania na szczycie wieży widokowej. Plany takie pojawiły się m.in. w 2021 roku z inicjatywy lokalnych samorządowców. Nowa wieża miałaby być znaczącą atrakcją turystyczną dla regionu.
Od 2023 roku na wiosnę w rejonie szczytu organizowana jest impreza turystyczno-biegowa Hipnij na Kozie Żebro. W ramach wydarzenia uczestnicy, mając do wyboru kilka tras, wbiegają na szczyt.

### Szlaki turystyczne
Opracowano na podstawie materiałów źródłowych:
- Nowy Sącz Jamnica – Kozie Żebro (888 m n.p.m.) – Czerszla (877 m n.p.m.) – Florynka – Wawrzka (– Ropa – Gorlice); szlak swój początek bierze w dzielnicy Nowego Sącza, Jamnicy, po czym prowadzi grzbietem pasma Koziego Żebra i Czerszli. W pobliżu miejscowości Florynka opuszcza ten łańcuch i biegnie do Wawrzki oraz Ropy. Następnie przebiega przez Bartnią Górę i przełęcz Zdżar, zmierzając do Gorlic.